# Arnold Colom
Arnold Colom  (Amsterdam, 1624 – Amsterdam, 1668) was drukker, uitgever en boekverkoper in Amsterdam. 

## Levensloop
Arnold Colom is de tweede zoon van Jacob Arentsz (Aertsz) Colom en Barbertge Jans. Hij trouwde in 1649 met Sara Rengers en vestigde zich 'Op de Texelsche Kay in de Lichtende Colom' in Amsterdam. Dit adres is onder meer terug te vinden op de titelprent van een boek gedrukt door Arnold genaamd IJdelheijdt en ongestadigheijt der Fortuijn. Het boek is geschreven door de Fransman Urbain Chevreau (1613 - 1701) en werd uitgegeven in 1651.
Op 22 oktober 1650 werd Arnold lid van het boekverkopersgilde in Amsterdam.
Uit het huwelijk van Arnold Colom en Sara Rengers werden drie kinderen geboren. De eerste zoon kreeg dezelfde naam als zijn grootvader, namelijk Jacob Aertsz Colom (Amsterdam, 7 mei 1652 – Amsterdam, voor 1699). Jacob Aertsz werd net als zijn vader en grootvader lid van de boekverkopersgilde in Amsterdam maar was de laatste van de familie die het beroep van boekverkoper en drukker uitoefende. 
Het tweede kind dat voortkwam uit het huwelijk van Arnold Colom en Sara Rengers heette Gijsberta Colom en werd geboren in 1654. Zij trouwde in 1675 met de timmerman Willem van der Gaegh. Het derde kind werd in 1656 geboren en kreeg de naam Cornelis Colom. Hij was schilder van beroep en trouwde in 1679 met Anna Verstappen. 
Arnold Colom overleed in 1668 en werd op 24 oktober begraven in Amsterdam. Zijn vrouw overleed een aantal jaar later in 1684.

## Uitgaven
Arnold Colom gaf atlassen, los gedrukte kaarten en boeken uit. Deze verkocht hij in zijn winkel 'Op de Texelsche Kay in de Lichtende Colom' in Amsterdam.

### Atlassen en kaarten

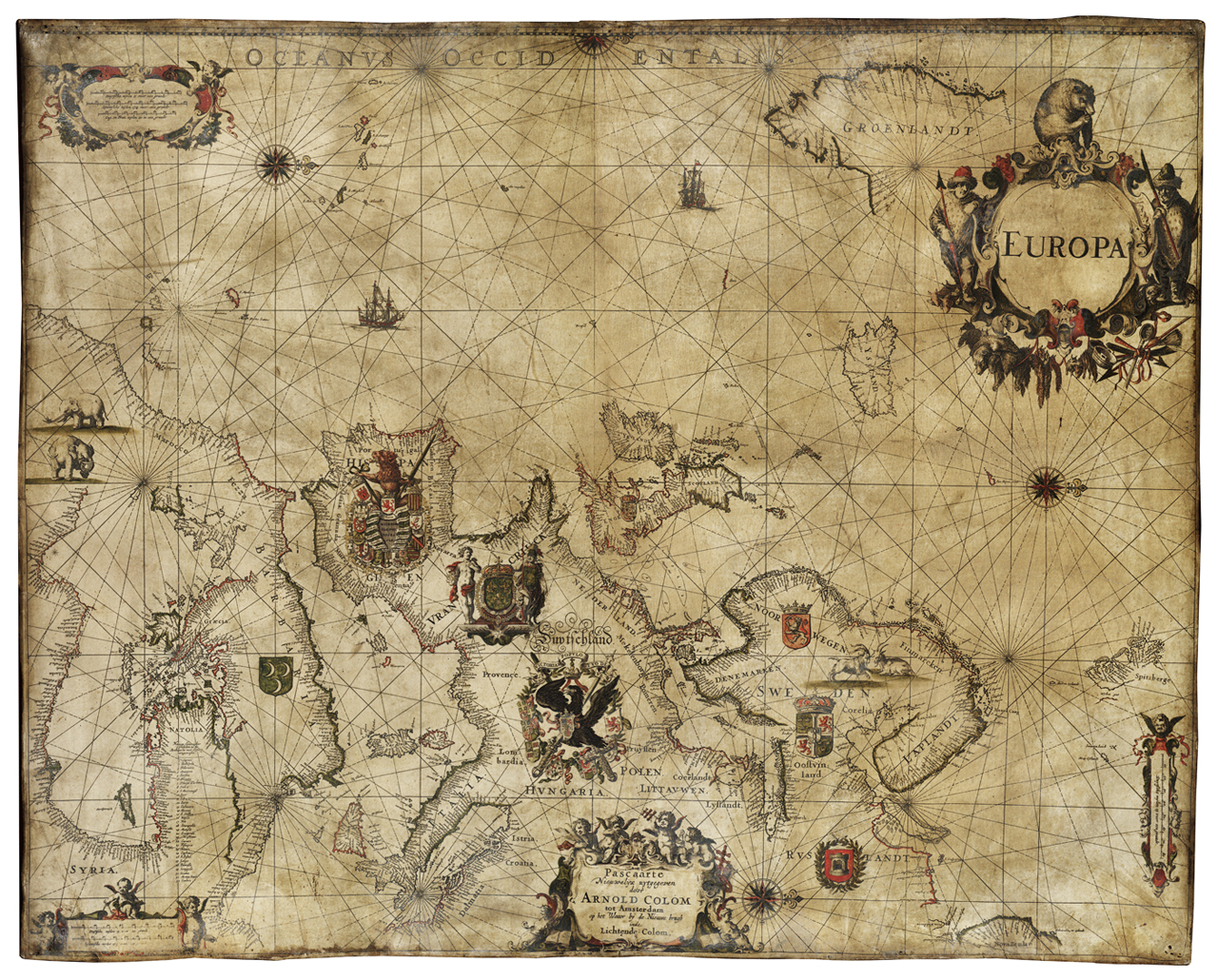
Zeekaart van Europa. Uitgegeven in 1660 door Arnold Colom.

Er zijn twee zeeatlassen uitgegeven door Arnold Colom: de Zee-atlas, ofte Water-wereldt en Lighting Colom of the Midland.
Zee-atlas, ofte Water-wereldt  is tussen 1654 en 1658 uitgegeven en wordt gezien als een van de belangrijkste zeeatlassen die in Nederland is gedrukt. De atlas bestond oorspronkelijk uit vijftien zeekaarten waar later nog zeventien zeekaarten en een wereldkaart aan zijn toegevoegd door de uitgever. De atlas bevat drie kaarten van een oceaan met dezelfde schaal (1:14 000 000), net als Portugese en Spaanse zeekaarten uit deze periode. Het is echter voor het eerst dat dergelijke zeekaarten voor een atlas zijn gedrukt. Voorheen werden deze kaarten op losse bladen gedrukt en verkocht, of als manuscriptkaart verspreid.
De atlas behoort tot het genre van de zeeatlassen. Aan dit genre hebben veel bekende Amsterdamse drukkers een bijdrage geleverd. Waaronder Johannes Janssonius die in 1650 de Atlas Maritimus uitgaf. Deze atlas was het vijfde deel van de Novus Atlas en bevat 31 kaarten van zeeën en kustgebieden. Arnold Colom zijn zeeatlas van de wereld was een inspiratie voor Pieter van Alphen die in 1660 de Nieuwe zee-atlas of water-werelt uitgaf.
Naast de zeeatlas van de wereld gaf Colom een atlas uit van het Middellandse zeegebied. Lighting Colom of the Midland  is in 1660 gedrukt in Amsterdam en verkocht aan verschillende boekverkopers in Londen. De atlas bevat kaarten van de Middellandse Zee en de kustgebieden.
Er zijn ook losse kaarten uitgegeven door Arnold Colom, al is het niet duidelijk om hoeveel kaarten het gaat. Bekend is dat er een kaart van Amsterdam bij Arnold is gedrukt van Daniel Stalpaert. Deze kaart is gedateerd rond 1663.

### Boeken
Arnold Colom gaf onder meer de volgende boeken uit:
- Urbain Chevreau, IJdelheijdt en ongestadigheijt der Fortuijn waer in gesien werdt door den ondergangh der Keijser- en Koninckrijcken, door het verderven van Landen en Steden, en verscheijde Wonderbare toevallen, de onseeckerheijdt en ondstantsvastigheijt van alle wereldsche dingen. Amsterdam, Arnold Colom, 1651.[5]
- Antoine Chardevenne, Les plagiaires du convent des repenties de la Magdelene de Bourdeaux. Amsterdam, Arnold Colom, 1653.[6]

## Galerij: kaarten

Pascaarte van Nieu Nederlandt. Uitgegeven in 1663 door Arnold Colom.
Kaart met twee hemisferen. Uit Atlas of werelts-water-deel en desselfs zee-custen (1663) van Jacob Aertsz. Colom.
Zeekaart van het Middellandse Zeegebied. Uit Atlas of werelts-water-deel en desselfs zee-custen (1663) van Jacob Aertsz. Colom.
Kaart van de Caribische eilanden uit Arnold Colom's Zee-atlas, ofte Water-wereldt (c. 1656).
Kaart van de Oostzee. Gedrukt in 1656 door Arnold Colom.
Kaart van Oost-Indië met in de cartouche vermeld 'Oosterdeel van Oost Indien door Arnold Colom tot Amsterdam in de Lichtende Colom'.